# Halban-Faszie

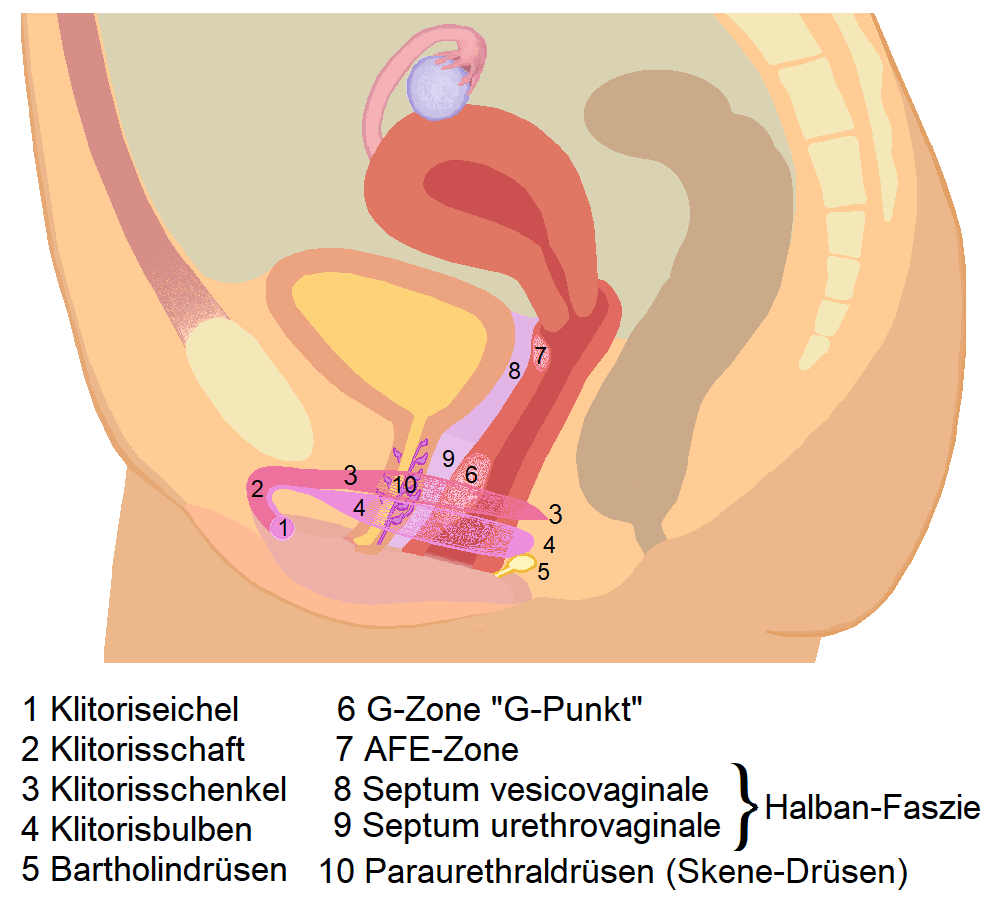
Halban’sche Faszie, nach der Nomenklatur auch Septum vesicovaginale, zwischen Urethra bzw. Harnblase, Vesica urinaria und (oberhalb bzw. ventral der) Vagina gelegener Bindegewebsraum; Skizze vorwiegend in Sagittalebene.

Die Halban-Faszie, auch Septum vesicovaginale, ist ein Bindegewebsraum, der nach dem Gynäkologen Josef von Halban als Beschreiber benannt ist und sich zwischen dem Trigonum vesica der Harnblase dorsal und dem vorderen, ventralen Teil der Vagina ausspannt. Nach ventral, von der Blase und der Vagina kommend, setzt er sich dann als Septum uretrovaginale zwischen der weiblichen Harnröhre und Vagina bzw. in den Scheidenvorhof, Vestibulum vaginae, fort.

## Embryogenese, Anatomie und Funktion
Das Septum vesicovaginale ist eine mesenchymale Lamina mit einer fibroelastischen Schicht aus kollagenen, elastischen und glattmuskulösen Fasern, einer reichlichen Blutversorgung (Kapillarisierung) und einer Nervenversorgung mit Krause-Körperchen sowie pseudokorpuskulären Nervenenden. Nach beidseits seitlich (lateral) geht sie in die Fascia endopelvina über – diese inseriert wiederum an der Beckenwand am Arcus tendineus.
Man vermutet, dass diese Struktur in der frühen embryonalen Differenzierung sich aus dem gleichen mesenchymalen Ursprungsgewebe heraus entwickelt wie das Schwellkörpergewebe um die Harnröhre, Corpus spongiosum urethrae.
Im Bereich der Halban-Faszie sollen sich zwei weibliche intravaginale erogene Zonen befinden:
- die Gräfenberg-Zone (G-Punkt) im vorderen vaginalen Drittel[6]
- die AFE-Zone (A-Punkt) im Bereich des vorderen Gebärmutterhalsgewölbes, Fornix cervicalis anterior (engl. „anterior fornix zone“ abgekürzt „AFE-zone“)[7]

Bei der Stimulation dieses Bindegewebsraumes kommt es zu einer Vasokonstriktion und angenehmen erotischen Empfindungen sowie mitunter weiblicher Ejakulation.

## Gynäkologisch-chirurgische Bedeutung
Das Septum vesicovaginale wird im Rahmen einer interventionellen Therapie bei der Behebung eines Descensus uteri oder Descensus vaginae (siehe auch Beckenboden) dargestellt und gerafft.